# Clastoptera undulata
Clastoptera undulata är en insektsart som beskrevs av Philip Reese Uhler 1864. Clastoptera undulata ingår i släktet Clastoptera och familjen Clastopteridae. Inga underarter finns listade i Catalogue of Life.

## Bildgalleri

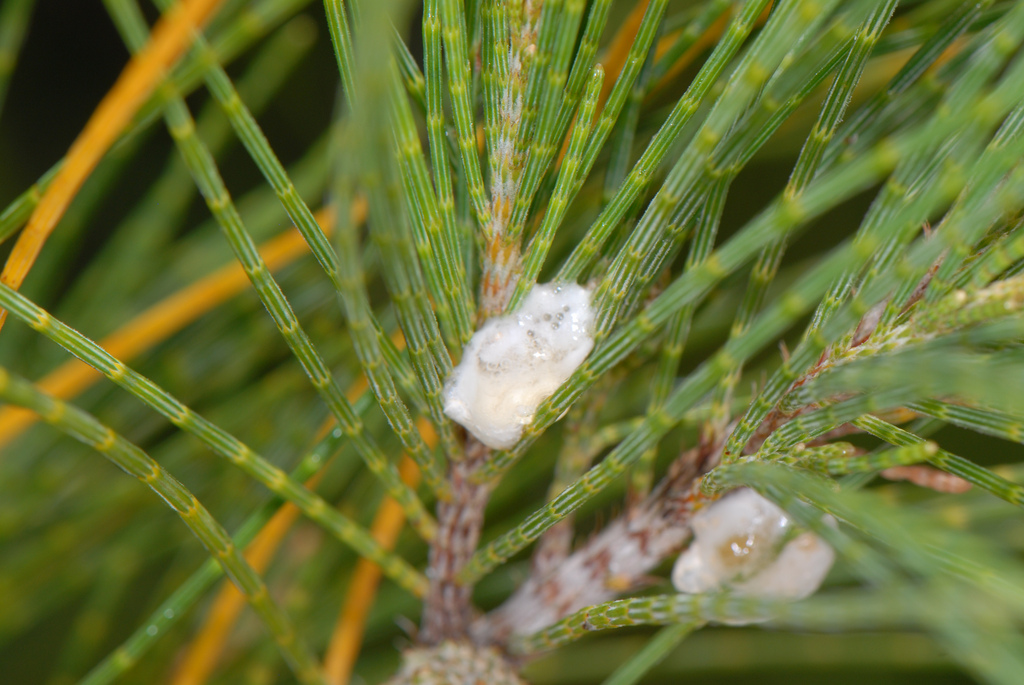